# Cahuapana-Sprachen
Cahuapana (auch Kahuapana, Kawapana, Jebero, Xebero) ist eine kleine indigene Sprachfamilie Südamerikas mit nur zwei Einzelsprachen, die im nördlichen Peru von etwa 9.000 Menschen gesprochen werden:
- Chayahuita [cbt] (auch: Canpo Piyapi, Tshaawi; 7.000 Sprecher), Dialekte: Chayahuita, Cahuapana †
- Jebero [jeb] (auch: Xebero, Xihuila; 2.000 Sprecher)

(Sprecherzahlen nach Wise 1999)

## Sprachliche Situation
Der Cahuapana-Dialekt des Chayahuita – nach dem die Spracheinheit benannt wurde – ist ausgestorben. Von den Chayahuita-Sprechern beherrschen 30 % auch Spanisch, die Kinder wachsen mit Chayahuita auf; Jebero wird nur noch von älteren Menschen gesprochen und nicht mehr an den Nachwuchs weitergegeben (Wise 1999).

## Sprachverwandtschaft
Cahuapana hat nach heutigem Kenntnisstand keine näheren Verwandten. Von Joseph Greenberg (1987) wurde es in den andischen Zweig des Amerindischen eingefügt. Campbell (1997) bemerkt dazu, dass diese These kaum vom vorgelegten Material unterstützt wird. Kaufman (1990) sieht eine mögliche Verbindung des Cahuapana zu den Jívaro-Sprachen, die durch einige lexikalische Daten gestützt würde. Wise (1999) lehnt eine nähere Verwandtschaft des Cahuapana mit dem Jivaro ab.

## Sprachliche Charakteristik
Die Cahuapana-Sprachen sind Akkusativsprachen mit der
Grundwortstellung Subjekt-Objekt-Verb (SOV).